# Ясная Поляна (Кузнецкий район)
Я́сная Поля́на — село в Кузнецком районе Пензенской области. Входит в состав Яснополянского сельсовета.

## География
Село находится в восточной части Пензенской области, на расстоянии примерно 9 км (по прямой) к юго-востоку от города Кузнецк, административного центра района.

### Часовой пояс
Село Ясная Поляна, как и вся Пензенская область, находится в часовой зоне МСК (московское время). Смещение применяемого времени относительно UTC составляет +3:00.

## Население
| 1926  | 1930  | 1939 | 1959 | 1979 | 1989  | 1996  |
| ----- | ----- | ---- | ---- | ---- | ----- | ----- |
| 54    | ↗64   | ↘56  | ↗356 | ↗739 | ↗1301 | ↗1330 |
| 2002  | 2010  |      |      |      |       |       |
| ↘1264 | ↘1263 |      |      |      |       |       |

### Национальный состав
Согласно результатам переписи 2002 года, в национальной структуре населения русские составляли 83 % из 1264 чел.

## Улицы
| - ул. Дорожная, - пер. Дорожный, - ул. Заводская, - ул. Зелёная, | - ул. Кирпичная, - ул. Лесная, - ул. Молодёжная, - ул. Новая, | - ул. Полевая, - пер. Полевой, - ул. Светлая, - ул. Солнечная, | - ул. Сосновая, - ул. Строителей, - ул. Школьная, - ул. Южная. |